# Логан (Юта)
Логан (англ. Logan) — город в округе Кэш, штат Юта (США). По данным переписи за 2010 год число жителей города составляло 48 210 человек, по оценке Бюро переписи США в 2015 году в городе проживал 50 371 человек (14-е место в списке крупнейших городов штата). В Логане находится Университет штата Юта, в котором обучается более 28 000 студентов.

## Географическое положение
По данным Бюро переписи населения США город имеет общую площадь в 48,00 км² (46,5 км² — суша, 1,5 км² — вода). Логан находится на восточном крае долины Кэш на западных склонах гор Бэр-Ривер.

## История
6 июня 1859 года маленькая группа поселенцев-мормонов была направлена Бригамом Янгом в долину Кэш. К марту 1860 года в поселении было около 100 домов. Город назвали Логан в честь Эфраима Логана, он был инкорпорирован 17 января 1866 года, первым мэром был выбран Алвин Крокет. В 1878 году был основан колледж Бригама Янга. Университет штата Юта был основан в 1888 году как Сельскохозяйственный колледж Юты.

## Население
По данным переписи 2010 года население Логана составляло 48 174 человека (из них 49,3 % мужчин и 50,7 % женщин), в городе было 15 828 домашних хозяйств и 10 404 семьи. На территории города было расположено 16 790 построек со средней плотностью 361,1 построек на один квадратный километр суши. Расовый состав: белые — 83,9 %, афроамериканцы — 1,0, азиаты — 3,3 %, коренные американцы — 1,0 %.
Население города по возрастному диапазону по данным переписи 2010 года распределилось следующим образом: 24,6 % — жители младше 18 лет, 11,1 % — между 18 и 21 годами, 58,0 % — от 21 до 65 лет и 6,3 % — в возрасте 65 лет и старше. Средний возраст населения — 24,2 лет. На каждые 100 женщин в Логане приходилось 97,3 мужчин, при этом на 100 совершеннолетних женщин приходилось уже 95,5 мужчин сопоставимого возраста.
Из 15 828 домашних хозяйств 65,7 % представляли собой семьи: 52,9 % совместно проживающих супружеских пар (26,2 % с детьми младше 18 лет); 9,1 % — женщины, проживающие без мужей и 3,7 % — мужчины, проживающие без жён. 34,3 % не имели семьи. В среднем домашнее хозяйство ведут 2,82 человека, а средний размер семьи — 3,24 человека. В одиночестве проживали 20,8 % населения, 5,8 % составляли одинокие пожилые люди (старше 65 лет).

## Экономика
В 2014 году из 37 946 человек старше 16 лет имели работу 24 373. При этом мужчины имели медианный доход в 32 390 долларов США в год против 26 605 долларов среднегодового дохода у женщин. В 2014 году медианный доход на семью оценивался в 43 103 $, на домашнее хозяйство — в 35 770 $. Доход на душу населения — 17 438 $ в год.

### Транспорт
Основные автомобильные дороги города:
- US 89 (англ. U.S. Route 89).
- US 91 (англ. U.S. Route 91).